# パノラマ (関ジャニ∞の曲)
『パノラマ』は、関ジャニ∞の楽曲。2016年10月12日にINFINITY RECORDSから36作目のシングルとして発売された。

## 概要
- 前作『罪と夏』から約3か月振りのリリース。
- CDは初回限定盤、通常盤の2形態で発売。
- 表題曲「パノラマ」は、「一歩踏み出す勇気があれば、目の前には見渡す限り可能性が広がっている」というメッセージを歌ったポジティブなナンバーとなっている[14]。
  - 同曲は、フジテレビ系アニメ『モンスターハンター ストーリーズ RIDE ON』の主題歌である[13]。
  - 同曲は、同アニメの為に書き下ろされた[14]。
  - 自身がテレビアニメの主題歌を担当するのは、2011年のテレビ朝日系『クレヨンしんちゃん』のオープニングテーマ「T.W.L」以来約5年振りである[13]。
  - メンバーの横山裕と渋谷すばるは、同アニメの原作である『モンスターハンターシリーズ』の大ファンであり、他のメンバーも2人の熱中ぶりが波及しファンになった[13]。
  - この経緯がある為、フジテレビの松崎容子アニメ開発部長は「親子で見ていただきたいアニメの主題歌に誰がふさわしいだろう？と考えたとき、関ジャニ∞のみなさんの顔がすぐに思い浮かびました」と同曲の起用理由明かした[17]。
  - 2016年7月16日より東京・お台場で開催されたフジテレビ主催イベント『お台場みんなの夢大陸2016』内にて、同アニメの特設ブースが設けられ、同会場では、関ジャニ∞のパネルと共に同曲のテレビサイズに乗せたアニメの最新映像が上映された[14]。
- カップリング「background」は、関ジャニ∞が出演する大塚製薬『オロナミンC』のCMソングである[18]。
- カップリング「王様クリニック」は、メンバーの村上信五のソロプロジェクト『TAKATSU-KING』の楽曲である[18]。
  - 同曲は、久保田利伸からの楽曲提供である[18]。
  - 通常盤のみ収録。
  - 2016年11月27日、自身の冠番組である『関ジャム 完全燃SHOW』に楽曲提供を提供した久保田利伸がゲスト出演し、TAKATSU-KING・久保田・渋谷・丸山・安田・大倉のメンバーでセッションし、テレビ初披露した[19]。
    - 同回にて、TAKATSU-KINGとして音楽番組初出演となり、同曲もテレビ初披露となった[19]。
- カップリング「Steal your love」は、メンバーの錦戸亮と大倉忠義のユニット曲である[18]。
  - 通常盤のみ収録。
- 初回限定盤の特典DVDには、表題曲「パノラマ」のミュージック・ビデオとメイキング映像を収録[14]。
- 本作の初回限定盤と通常盤を、CDショップの店頭で2種同時購入すると、先着で「パノラマオリジナルクリアファイル」が配布された[20]。
- 2024年1月1日、デビュー20周年を記念し、過去にリリースされた全楽曲が各種音楽ダウンロードサービス、サブスクリプションサービスで配信されることに伴い、表題曲「パノラマ」がベストアルバム『GR8EST』の収録曲、同年1月24日には同曲がアルバム『ジャム』の収録曲として配信開始され、同年1月31日には本作の全収録曲の配信も開始された[21][22][23]。

### 各形態概要
| 曲名                           | 形態 | 形態 | 形態 |
| 曲名                           | 初回 | 通常 |      |
| ------------------------------ | ---- | ---- | ---- |
| background                     | ○    | ○    |      |
| 王様クリニック（TAKATSU-KING） | ×    | ○    |      |
| Steal your love（錦戸・大倉）  | ×    | ○    |      |

| 特典内容                         | 形態       |
| -------------------------------- | ---------- |
| パノラマオリジナルクリアファイル | 全形態     |
| 特典DVD（詳細は#特典DVDを参照）  | 初回限定盤 |

## 販売形態
- 発売日：2016年10月12日
  - 初回限定盤（JACA-5622~5623：CD+DVD）
  - 通常盤（JACA-5624：CD）
- 発売日：2019年7月12日
  - 通常盤：十五催ハッピープライス盤（JSNC-1536：CD）
    - 自身の配信アプリ『関ジャニ∞アプリ』対応のため、15%オフでの再発売。
- 発売日：2024年1月31日
  - 配信作品
    - デビュー20周年を記念した音楽ダウンロードサービスおよびサブスクリプションサービスでの配信[21][22][23]。

## チャート成績

### シングルチャート順位
- オリコンチャート
  - 初週162,762枚を売り上げ、2016年10月24日付の「オリコン週間 CDシングルランキング」で週間1位を獲得した[2][3]。
    - 23作連続、通算31作目のシングル1位となった[2]。

  - 初週162,762枚を売り上げ、2016年10月24日付の「オリコン週間 CDアニメシングルランキング」で週間1位を獲得した[4]。
  - 累計174,162枚を売り上げ、2016年10月度「オリコン月間 CDシングルランキング」で月間3位を獲得した[5]。
  - 2016年10月度「オリコン月間 CDアニメシングルランキング」で月間2位を獲得した[6]。
  - 累計180,218枚を売り上げ、2016年度「オリコン年間 CDシングルランキング」で年間35位を獲得した[7]。
- Billboard JAPAN
  - 初週163,405枚を売り上げ、2016年10月19日公開の「Billboard JAPAN Top Singles Sales」で週間1位を獲得した[8]。
  - 2016年度「Billboard Japan Top Singles Sales Year End」で年間38位を獲得した[11]。

### 各曲チャート順位
- Billboard JAPAN
  - 初週17,423ptを記録し、2016年10月19日公開の「Billboard Japan Hot 100」で表題曲「パノラマ」が週間2位を獲得した[9]。
  - 2016年10月19日公開の「Billboard Japan Hot Animation」で表題曲「パノラマ」が週間1位を獲得した[10]。
  - 2016年度「Billboard Japan Hot Animation Year End」で表題曲「パノラマ」が年間18位を獲得した[12]。

## 収録曲

### CD
※「王様クリニック by TAKATSU-KING」以降、通常盤・配信作品のみ収録。
1. パノラマ - [4:11]
作詞：SHIKATA
作曲：SHIKATA、GRP
編曲：野間康介
  - フジテレビ系アニメ『モンスターハンター ストーリーズ RIDE ON』主題歌[13]
2. background - [3:40]
作詞：高橋浩一郎、南口悠太
作曲・編曲：高橋浩一郎
  - 大塚製薬『オロナミンC』CMソング[18]
3. 王様クリニック by TAKATSU-KING - [3:48]
作詞・作曲・編曲：久保田利伸
プロデュース：久保田利伸、柿崎洋一郎
  - 村上の「TAKATSU-KING」名義のソロ曲。
  - 久保田利伸からの楽曲提供[18]。
4. Steal your love / 錦戸亮・大倉忠義 - [3:45]
作詞：SHIKATA
作曲：SHIKATA、KAY
編曲：Peach
  - 錦戸・大倉のユニット曲。
5. パノラマ (オリジナル･カラオケ)
6. background (オリジナル･カラオケ)
7. Secret Talk - 安田章大

### 特典DVD（初回限定盤）
| #         | タイトル                 | 作詞  | 作曲・編曲 | 時間  |
| --------- | ------------------------ | ----- | ---------- | ----- |
| 1.        | 「パノラマ」(Music Clip) |       |            | 4:09  |
| 2.        | 「パノラマ」(Making)     |       |            | 20:50 |
| 合計時間: | 合計時間:                | 24:59 |            |       |

## 楽曲提供者
- 久保田利伸
  - 「王様クリニック by TAKATSU-KING」(作詞・作曲・編曲・プロデュース)[注 3]

## 参加ミュージシャン
※アルバム『ジャム』のクレジットより。
パノラマ
- Drums：石井悠也
- E Guitar：高慶"CO-K"卓史
- E Bass：柳野裕孝
- all other Instruments：野間康介

## 収録作品

### アルバム
パノラマ
- 9thアルバム『ジャム』
- 2ndベストアルバム『GR8EST』

background
- 2ndベストアルバム『GR8EST』（201∞限定盤 特典CD）

※メドレーの1曲として収録。

### シングル
パノラマ
- 40thシングル『応答セヨ』（通常盤）

※リミックス音源を収録。

### 映像作品

#### ライブ映像
パノラマ
- 15thライブDVD/Blu-ray『関ジャニ∞リサイタル 真夏の俺らは罪なヤツ』
- 16thライブDVD/Blu-ray『関ジャニ'sエイターテインメント』
- 17thライブDVD/Blu-ray『関ジャニ'sエイターテインメント ジャム』
- 18thライブDVD/Blu-ray『関ジャニ'sエイターテインメント GR8EST』
- 19thライブDVD/Blu-ray『十五祭』
- 24thライブBlu-ray/DVD『超DOME TOUR 二十祭』

王様クリニック
- 16thライブDVD/Blu-ray『関ジャニ'sエイターテインメント』

Steal your love
- 16thライブDVD/Blu-ray『関ジャニ'sエイターテインメント』

#### ミュージック・ビデオ
パノラマ
- 2ndベストアルバム『GR8EST』（完全限定豪華盤 特典DVD）